# 霧都情仇
《霧都情仇》（英語：Misty）是1992年上映的一部香港限制級電影，由鮑德熹執導，梁家輝、葉蘊儀、李子雄、吳家麗、鄭哲也及姜碩鉉主演。本片榮獲第29屆金馬獎最佳攝影。

## 劇情
兩名在英國留學的好朋友Mark（鄭哲也 飾）和Kent（姜碩鉉 飾），同時愛上了當地黑幫大佬張鐵成（李子雄 飾）的養女小潮（葉蘊儀 飾），但張鐵成本身也對這個養女虎視眈眈，有了非份之想。另一方面，張鐵成冷落了情婦Sally（吳家麗 飾），使芳心寂寞的她找上了張的手下洪達（梁家輝 飾），二人墜入愛河發生了關係。戀上老闆枕邊人的洪達自知犯了禁忌，急於擺脫張鐵成。一向心狠手辣的張鐵成自覺情婦和養女都是屬於他的，因此對洪達等人趕盡殺絕。

## 角色
| 演員   | 角色       | 備註                      |
| 梁家輝 | 洪達       | 張鐵成的手下，愛上了Sally |
| 葉蘊儀 | 小潮       |                           |
| 李子雄 | 張鐵成     | 小潮的繼父                |
| 吳家麗 | Sally      | 張鐵成的情婦              |
| 鄭哲也 | Mark       |                           |
| 姜碩鉉 | 健仔／Kent | 單戀小潮                  |
| 吳天生 | 約翰       |                           |
| 陳炫達 | 黑幫首領   |                           |
| 甄子健 | 黑幫同黨   |                           |
| 李成姬 | 褓姆       |                           |
| 陳堯亮 | 僕人       |                           |
| 黃栢榮 | 僕人       |                           |

## 獎項
| 年份 | 頒獎典禮             | 獎項             | 名字   | 結果 |
| ---- | -------------------- | ---------------- | ------ | ---- |
| 1992 | 第29届金馬獎         | 最佳攝影         | 李德成 | 獲獎 |
| 1992 | 第29届金馬獎         | 最佳原創電影歌曲 | 鮑比達 | 提名 |
| 1993 | 第12屆香港電影金像獎 | 最佳攝影         | 李德成 | 提名 |

## 外部連結
- 香港影庫上《霧都情仇》的資料（繁體中文）
- 開眼電影網上《霧都情仇》的資料（繁體中文）
- 时光网上《霧都情仇》的資料（简体中文）
- 豆瓣电影上《霧都情仇》的資料 （简体中文）
- 互联网电影数据库（IMDb）上《霧都情仇》的资料（英文）